# Óin hijo de Gróin
En el universo imaginario del escritor británico J. R. R. Tolkien y en la novela El hobbit, Óin es un enano de la casa de Durin. Es el hijo mayor de Gróin y nació en la Tierras Brunas en el año 2777 de la Tercera Edad del Sol.
Óin era el hermano mayor de Glóin, primo de Balin y Dwalin, y tío de Gimli. Por lo general llevaba una capa con capucha marrón cuando viajaba al extranjero.
En el año 2941 T. E., formó parte de la Compañía de Thorin que se embarcó en la misión de la Montaña Solitaria para recuperar el Reino Bajo la Montaña de las manos de Smaug el Dorado.
En el año 2989 T. E., Óin abandonó Erebor junto a Balin en un intento de restablecer el reino enano de Moria. Durante cinco años luchó contra el balrog y las hordas orcas. En 2994 T. E. muere tratando de escapar de la mina por la Puerta Oeste, donde fue llevado por el Guardián del agua.

## Adaptaciones
En las películas de Peter Jackson, Óin es interpretado por John Callen.